# Diglossa carbonaria
Diglossa carbonaria е вид птица от семейство Тангарови (Thraupidae). Видът е незастрашен от изчезване.

## Разпространение
Разпространен е в Аржентина и Боливия.